# Phigalia strigataria
Phigalia strigataria är en fjärilsart som beskrevs av Minot 1869. Phigalia strigataria ingår i släktet Phigalia och familjen mätare. Inga underarter finns listade i Catalogue of Life.